# Tofsbivråk
Tofsbivråk (Pernis ptilorhynchus) är en asiatisk bivråk som är nära besläktad med den europeiska bivråken (P. apivorus).

## Taxonomi och utbredning

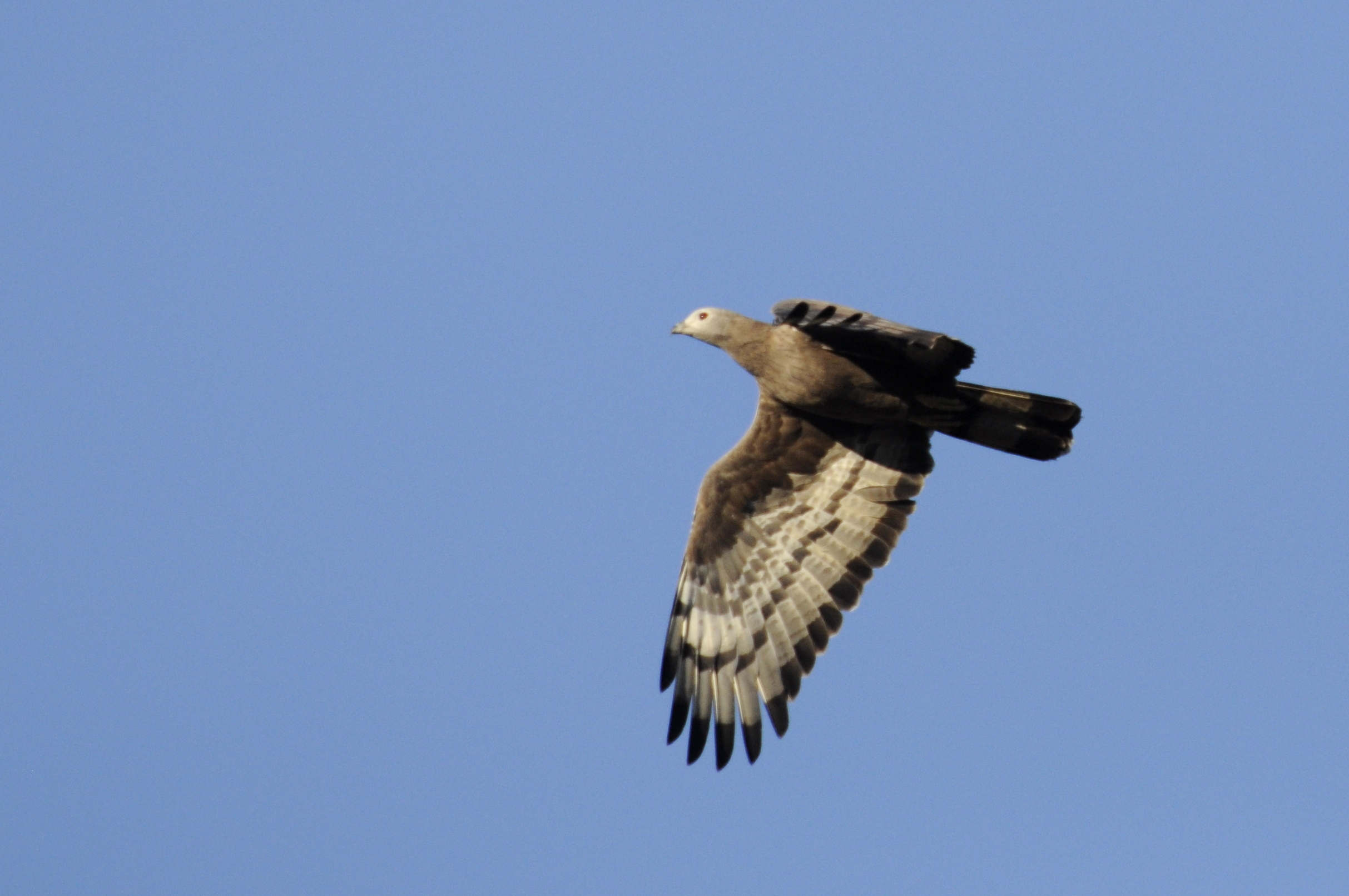

Tofsbivråken beskrevs taxonomiskt första gången 1821 av Coenraad Jacob Temminck. Typspecimentet härstammar från Java. Dess vetenskapliga artepitet har länge stavats ptilorhyncus vilket Temminck beskrev arten som 1823, men redan två år tidigare hade han beskrivit arten som ptilorhynchus (med "ch" på slutet) på omslaget till färgillustrationen av arten, varför denna stavning har företräde.
Tofsbivråkens taxonomi är omdiskuterad. Artens utbredningsområde är uppdelad i två separata områden. Dels P. p. orientalis (Taczanowski, 1891) som har en nordlig utbredning i sydöstra Sibirien, norra Tibet, nordöstra Kina, Japan och Korea, och alla andra underarter som har en sydlig utbredning i Sydostasien. Det har observerats mellanformer av P. p. ptilorhynchus och bivråk i sydöstra Sibirien vilket indikerar att de hybridiserar och därmed kan tillhöra samma art. Detta i sin tur skulle kunna indikera att tofsbivråken så som den beskrivs idag egentligen består av två arter.
Den nordliga populationen flyttar under vinter till tropiska Sydostasien medan övriga mestadels är stannfåglar.
Tofsbivråk, eller hybrid av tofsbivråk och bivråk har observerats i Italien och i Sverige. Det senare skedde i juni 2016. I övrigt observeras den regelbundet under flytten i exempelvis Israel och Turkiet.

### Underarter
Tofsbivråken delas ofta upp i sex underarter fördelade på två grupper, med följande utbredning:
- Pernis ptilorhynchus orientalis Taczanowski, 1891 - häckar i södra Sibirien, Amurland, Primorje kraj, Sachalin, Manchuriet, Korea och Japan.
- ruficollis-gruppen
  - Pernis ptilorhynchus ruficollis Lesson, 1830 - förekommer på den indiska subkontinenten och i Myanmar och Yunnan.
  - Pernis ptilorhynchus philippensis Mayr, 1939 - förekommer i Filippinerna i provinserna Luzon, Catanduanes, Occidental Mindoro, Negros, Mindanao & Basilan.
- ptilorhyncus-gruppen
  - Pernis ptilorhynchus palawanensis Stresemann, 1940 - förekommer på de båda filippinska öarna Palawan och Calauit.
  - Pernis ptilorhynchus torquatus Lesson, 1830 - förekommer på Malackahalvön, Sumatra och Borneo.
  - Pernis ptilorhynchus ptilorhyncus - förekommer på Java

## Utseende och fältkännetecken
Tofsbivråken upplevs som långhalsad med ett litet huvud och den glidflyger på plana vingar. Huvudet saknar de typiska rovfågeldragen vilket ger den en vänare uppsyn. Den har en lång stjärt och en liten huvudtofs. Den är brun på ovansidan, men inte lika mörk som på bivråken, och ljusare undertill. På strupen har den ett mörkt band. Den adulta hanen har ett blågrått huvud medan honans huvud är brunt. Honan är också lite större och mörkare än hanen. Hanen har svart stjärt med ett vitt band medan honans stjärt mer påminner om bivråkshonans.

Bergådalbaneflykt, vilket är typiskt uppvisningsbeteende för släktet Pernis i början av häckningssäsongen.

Tofsbivråken är större och mer bredvingad än den europeiska bivråken, och den har sex tydligt utstickande fingrar på vingen. Den är mycket variabel i fjäderdräkten. Till skillnad från bivråken saknar tofsbivråken den mörka fläcken vid vingknogen.

## Ekologi
Tofsbivråken är specialiserad på att äta larver och bon av geting som den gräver upp ur marken, men den äter även andra insekter, reptiler, daggmask och boungar av fåglar.
Den häckar i skogsmark och är mestadels diskret förutom i början av häckningssäsongen då den visar upp sig, bland annat med specifika flyguppvisningar i bågformationer med ryttlande inslag när den når toppen av bågen, vilket är typiskt för arterna i släktet Pernis.

## Status och hot

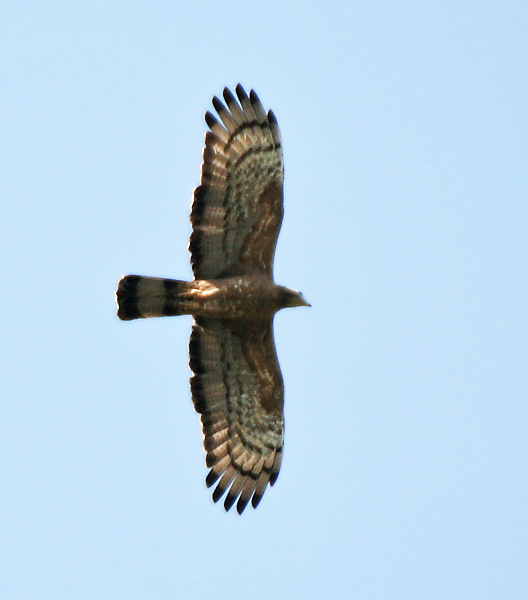
Tofsbivråk gliderflyger på plana vingar. Här en adult hane. Notera det svarta ändbandet på stjärten, ljus strupe med mörka kanter och jämnt rosttonad undersida och vingtäckare utan tydlig teckning.

Arten har ett mycket stort utbredningsområde som uppskattas till 10 000 000 km² och världspopulationen uppskattas till 100 000–1 000 000 individer, vilket resulterar i att IUCN kategoriserar arten som livskraftig (LC).